# Saint-Laurent-de-Vaux
Saint-Laurent-de-Vaux är en kommun i departementet Rhône i regionen Auvergne-Rhône-Alpes i östra Frankrike. Kommunen ligger i kantonen Vaugneray som tillhör arrondissementet Lyon. År 2018 hade Saint-Laurent-de-Vaux 273 invånare.

## Befolkningsutveckling
Antalet invånare i kommunen Saint-Laurent-de-Vaux
| Referens: INSEE |